# Natalinci
Natalinci (izvirno srbsko Наталинци) je naselje v Srbiji, ki upravno spada pod Občino Topola; slednja pa je del Šumadijskega upravnega okraja.

## Demografija
V naselju živi 711 polnoletnih prebivalcev, pri čemer je njihova povprečna starost 46,1 let (44,2 pri moških in 47,8 pri ženskah). Naselje ima 304 gospodinjstev, pri čemer je povprečno število članov na gospodinjstvo 2,74.
To naselje je, glede na rezultate popisa iz leta 2002, večinoma srbsko.
|  |

| Demografija | Demografija     | Demografija     |
| Leto        | Št. prebivalcev | Št. prebivalcev |
| ----------- | --------------- | --------------- |
|             |                 |                 |
|             |                 |                 |
|             |                 |                 |
|             |                 |                 |
| 1948        | 1270            |                 |
| 1953        | 1318            |                 |
| 1961        | 1407            |                 |
| 1971        | 1237            |                 |
| 1981        | 1114            |                 |
| 1991        | 924             | 904             |
| 2002        | 850             | 834             |
| 2011        | {{{п2011}}}     | (prvi rez.)     |

| Etnična sestava po popisu iz leta 2002 | Etnična sestava po popisu iz leta 2002 | Etnična sestava po popisu iz leta 2002 | Etnična sestava po popisu iz leta 2002 | Etnična sestava po popisu iz leta 2002 |
| -------------------------------------- | -------------------------------------- | -------------------------------------- | -------------------------------------- | -------------------------------------- |
| Srbi                                   | Srbi                                   |                                        | 801                                    | 96,04%                                 |
| Romi                                   | Romi                                   |                                        | 13                                     | 1,55%                                  |
| Madžari                                | Madžari                                |                                        | 2                                      | 0,23%                                  |
| Črnogorci                              | Črnogorci                              |                                        | 1                                      | 0,11%                                  |
| Hrvati                                 | Hrvati                                 |                                        | 1                                      | 0,11%                                  |
| Bolgari                                | Bolgari                                |                                        | 1                                      | 0,11%                                  |
| Jugoslovani                            | Jugoslovani                            |                                        | 1                                      | 0,11%                                  |
| Neznano                                | Neznano                                |                                        | 12                                     | 1,43%                                  |